# Orgelbau Zeilhuber
Die Firma Zeilhuber ist eine in Altstädten bei Sonthofen im Allgäu ansässige Werkstätte für Orgelbau. Seit Firmengründung durch Josef Zeilhuber entstanden über 200 Neubauten, darunter 1957 die ehemalige Hauptorgel für den Münchner Dom. Die Werkstatt wird in der dritten Generation von Alfons Zeilhuber jun. (* 1965) geführt.

## Josef Zeilhuber sen. (1889–1964)
Der Firmengründer Josef Zeilhuber sen. stammt aus dem oberbayerischen Haag und begann zunächst eine Lehre als Schreiner. Bedingt durch den Umzug seines Lehrherrn ins Umland von Rosenheim gelangte er zur dort ansässigen Orgelbaufirma Müller & Hackl. Prägend für sein Orgelbauerleben wurde die Zeit von 1908 bis 1927 bei Otto Mönch in Überlingen am Bodensee, wo er ab 1914 als Werkstattmeister auch für große Projekte verantwortlich war. Ein von dieser Firma ausgestelltes Arbeitszeugnis zeugt von großer Wertschätzung.
1927 gründete Zeilhuber mit Johann Bottling als Senior-Partner in Augsburg-Pfersee eine Firma mit Namen „Bottling & Zeilhuber Orgel- und Harmoniumbau“. Aus der Augsburger Zeit ging 1927 eine neun Register umfassende Orgel nach Lichtenau (Markt Rettenbach). Das opus 2, eine Orgel mit 21 Registern für die Pfarrkirche Altstädten im Allgäu wurde nicht in Augsburg gefertigt, sondern in den Räumen der Firma Mönch, zu welcher Zeilhuber noch immer gute Kontakte pflegte. Die für Altstädten bestimmte Orgel wurde bei einem Werkstattbrand 1928 vernichtet. Beim zweiten Anlauf für dieses Instrument firmierte Zeilhuber nicht mehr mit Bottling zusammen, sondern alleine unter dem Namen „Orgelbauanstalt Josef Zeilhuber“. Er gab den Firmensitz in Augsburg auf und ließ sich nach mühevoller Überzeugungsarbeit der örtlichen Verantwortlichen in Altstädten nieder. Von hier aus lieferte Josef Zeilhuber in den schwäbischen und oberbayerischen Raum eine beachtliche Zahl von Orgeln, die bis etwa 1950 mit pneumatischer, bei größeren Instrumenten ab 1930 auch mit elektrischer Kegellade ausgestattet waren. Ab 1954 baute die Firma Kegelladen nur noch mit elektrischer Steuerung. Die Prospekte der frühen Jahre sind der Freipfeifen-Ästhetik verpflichtet, entstanden des Öfteren unter Mitarbeit von Architekt Hans Miller aus München und weisen manch kreative Kombination mit barocken Elementen auf (z. B. Altusried – St. Blasius oder Kempten (Allgäu) – St. Lorenz).

## Josef Zeilhuber jun. (1913–1996)
Der älteste Sohn Josef Zeilhuber jun. erlernte das Orgelbauhandwerk bei Paul Ott in Göttingen, einem Vorreiter der Wiederbelebung des mechanischen Orgelbaus, und bei Mönch in Überlingen. Nach einigen Jahren der Mitarbeit im väterlichen Betrieb schied er Ende der 1940er Jahre aus der Firma aus. Hauptgrund war neben seiner Heirat nach Bruckmühl und seinen künstlerischen Ambitionen die unnachgiebige Haltung des Vaters bezüglich einer Modernisierung des Betriebs hin zum Schleifladenbau, den Josef jun. bei Ott kennengelernt hatte. In Bruckmühl arbeitete er vorwiegend als geschickter und kunstsinniger Holzbildhauer und war nur noch in geringem Umfang als Orgelbauer tätig. Von ihm sollen Instrumente in Albersbach (Hl. Kreuzauffindung, ursprünglich 1969 für Vagen erbaut, II/10), Gempfing (St. Vitus, um 1965, II/20) Kolbermoor (Hl. Dreifaltigkeit, 1967, Chororgel II/8 und Umbau der Hauptorgel II/23), Massenhausen (Mariä Heimsuchung, Verwendung von alten Teilen 1972, II/12), Au bei Bad Aibling (St. Martin, II/16) und Bruckmühl stammen.

## Alfons Zeilhuber sen. (1922–1986)
Erst mit dem Eintritt des jüngeren Sohnes Alfons Zeilhuber sen. zu Beginn der 1960er Jahre wandte sich die Altstädtener Firma zögernd der zunächst elektrischen, ab 1968 größtenteils mechanischen Schleiflade zu. Alfons sen. hatte seine Ausbildung im väterlichen Betrieb erhalten, der sich ein Praktikum im Bereich Intonation bei der Firma Gieseke anschloss. Die Umstellung gestaltete sich nicht einfach, da Josef sen. bis ins hohe Alter seinen romantischen Stil pflegte und noch 1957 die knapp 80 Register umfassende Hauptorgel für den Münchner Dom mit Freipfeifen-Prospekt und elektrischen Kegelladen ausgestattet hatte. Alfons sen. leitete die Firma von 1964 bis zu seinem plötzlichen Tod am 10. Januar 1986.

## Alfons Zeilhuber jun. (* 1965)
Nach der vorübergehenden Stilllegung des Betriebs wird die Firma heute von Alfons Zeilhuber jun. (* 1965) weitergeführt. Dieser trat 1986, kurz vor dem Tod seines Vaters, als Lehrling in die Firma ein. Nach Ausführung der noch anstehenden Aufträge ruhte der Betrieb von 1990 bis 1997, da er ohne geeignete Leitung keine Überlebenschancen hatte. Alfons Zeilhuber jun. setzte seine Ausbildung bei Gerhard Schmid in Kaufbeuren fort, wo er seine Frau Christine Albiez, Tochter des Lindauer Orgelbauer Winfried Albiez, kennenlernte. Nach seiner Gesellenprüfung arbeitete Alfons jun. 1988/1989 in Österreich bei Orgelbau Pflüger, Feldkirch, und von 1989 bis 1995 bei Rieger in Schwarzach zusammen mit seiner Frau, die dort besonders im Bereich Intonation Erfahrungen gesammelt hatte. 1996 absolvierte Zeilhuber die Meisterprüfung an der Bundesfachschule für Orgelbau in Ludwigsburg und nahm 1997 in Altstädten die Arbeit mit einem heute fünfköpfigen Team wieder auf.

## Orgeln der Firma Zeilhuber (Auswahl)
Kursivschreibung zeigt an, dass die Orgel nicht mehr oder nur noch der Prospekt erhalten ist. In der fünften Spalte bezeichnet die römische Zahl die Anzahl der Manuale, ein großes „P“ ein selbstständiges Pedal. Die arabische Zahl in der sechsten Spalte gibt die Anzahl der klingenden Register an. Die letzte Spalte bietet Angaben zum Erhaltungszustand und zu Besonderheiten sowie Links mit weiterführender Information.

### Josef Zeilhuber sen.
| Jahr      | Ort                        | Gebäude                               | Bild | Manuale | Register | Bemerkungen |
| --------- | -------------------------- | ------------------------------------- | ---- | ------- | -------- | --- |
| 1927      | Markt Rettenbach-Lichtenau |                                       |      | II/P    | 9        | Josef Zeilhuber sen. zusammen mit Kompagnon Johann Bottling |
| 1929      | Sonthofen-Altstädten       | St. Peter und Paul                    |      | II/P    | 21       | |
| 1929/30   | Penzberg                   | ULF von Wladimir                      |      | II/P    | 23       | 1944 zerstört |
| 1930      | Sulzberg                   | Hlgst. Dreifaltigkeit                 |      | II/P    | 26       | Umbau der Koulen-Orgel |
| 1930      | Obermaiselstein            | St. Katharina                         |      | II/P    | 9        | |
| 1930/31   | Augsburg                   | St. Anton                             |      | III/P   | 60       | Hauptorgel, durch Offner erweitert, neuer Spieltisch von Siegfried Schmid → Orgel |
| 1931      | Opfenbach                  | St. Nikolaus                          |      | II/P    | 24       | |
| 1931      | Murnau                     | St. Nikolaus                          |      | II/P    | 28       | altes Gehäuse |
| 1931/32   | Oberammergau               | St. Peter und Paul                    |      | II/P    | 36       | im historischen Gehäuse; 1993 erweitert auf III/44 |
| 1932      | Bad Kohlgrub               | St. Rochus                            |      | I/P     | 5        | |
| 1932      | Maria-Rain                 | Heilig Kreuz                          |      | II/P    | 13       | |
| 1932      | Deining                    | St. Willibald                         |      | II/P    | 24       | Versetzung aus Opfenbach, nicht erhalten |
| 1932      | Haldenwang                 | St. Theodor und Alexander             |      | II/P    | 28       | |
| 1933      | Rottenbuch                 | Mariä Geburt                          |      | II/P    | 24       | weitgreifender Umbau; nicht erhalten |
| 1934      | Augsburg                   | St. Anton                             |      | II/P    | 15       | Chororgel → Orgel |
| 1934/35   | Starnberg                  | Maria Hilfe der Christen              |      | III/P   | 45       | |
| 1934      | Oberstdorf                 | St. Johannes Baptist                  |      | III/P   | 58       | 1936 Fernwerk hinter dem Hochaltar |
| 1935      | Reichertshofen             | St. Margaretha                        |      | II/P    | 10       | |
| 1934      | Lindenberg im Allgäu       | St. Peter und Paul                    |      | III/P   | 54       | Freipfeifenprospekt → Orgel |
| 1935      | Antdorf                    | St. Peter und Paul                    |      | II/P    | 18       | |
| 1935      | Starnberg                  | Maria Hilfe der Christen              |      | III/P   | 45       | |
| 1936      | Argelsried                 | St. Nikolaus                          |      | II/P    | 14       | [ 2 ] |
| 1936      | Bad Hindelang              | St. Johann                            |      | III/P   | 52       | Verwendung von Pfeifenbestand aus der Vorgängerorgel von Steinmeyer, Fernwerk im Dachboden des Chorraums |
| 1936      | Kempten                    | St. Lorenz                            |      | III/P   | 62       | Umbau und Vergrößerung der Walcker-Orgel von 1864; 2019/20 klangliche und technische Reorganisation durch Lenter Orgelbau, wobei ein Teil der Anlage und Register von Zeilhuber erhalten geblieben sind → Orgel |
| 1938      | Kötz                       | St. Nikolaus (Kleinkötz)              |      | II/P    | 15       | Den Prospekt entwarf der Münchner Bildhauer Hans Miller. |
| 1938      | Bad Oberdorf               | Unserer lieben Frau im Ostrachtal     |      | II/P    | 8        | 1979 erweitert |
| 1947      | Eberfing                   | St. Laurentius                        |      | II/P    | 22       | |
| 1948      | Fürstenfeldbruck           | Klosterkirche Fürstenfeld             |      | II/P    | 25       | Chororgel → Orgel |
| 1943–1952 | Altusried                  | St. Blasius und Alexander (Altusried) |      | III/P   | 44       | 2021 durch Orgelbau Heiß, Vöhringen, renoviert |
| 1948      | München-Giesing            | Königin des Friedens                  |      | III/P   | 37       | Teilausbau (urspr. 54 Register geplant); Unter Verwendung von zahlreichem älteren Pfeifenmaterial; später durch Münchner Orgelbau Führer erweitert → Orgel                                                      |
| 1950      | Ursberg                    | Mutterhauskapelle                     |      | III/P   | 30       | Teilbau |
| 1951      | Ursberg                    | Hauskapelle St. Maria                 |      | II/P    | 15       | |
| 1951      | Augsburg-Kriegshaber       | St. Thaddäus                          |      | II/P    | 30       | ab 1981 erneuert und erweitert |
| 1952      | Mittelberg                 | St. Jodok                             |      | II/P    | 17       | 2021 von Alfons Zeilhuber jun. renoviert |
| 1952      | Witzighausen               | Mariä Geburt                          |      | III/P   | 28       | Umbau und Erweiterung der Koulen-Orgel von 1913 unter Einbau eines Rückpositivs, Umgestaltung des Prospekts nach einem Entwurf des Münchner Bildhauers Jakob Miller → Orgel                                     |
| 1954      | Ursberg                    | Hauskapelle St. Camillus              |      | II/P    | 11       | |
| 1955      | München-Haidhausen         | St. Johann Baptist (neue Pfarrkirche) |      | I/P     | 6        | Chororgel |
| 1956      | Peißenberg                 | St. Barbara                           |      | III/P   | 41       | |
| 1957      | München                    | Frauenkirche                          |      | IV/P    | 79       | Hauptorgel, heute eingelagert im Orgelzentrum Valley |
| 1957      | München                    | St. Katharina von Siena               |      | II/P    | 28       | ehemals Andreasorgel der Münchner Frauenkirche. 1994 aus dem Orgelzentrum Valley. |
| 1957/58   | Kaufbeuren-Neugablonz      | Hlgst. Herz Jesu                      |      | III/P   | 40       | Schwellwerk erst 1971 ergänzt |
| 1958      | Ursberg                    | Kapelle St. Florian                   |      | II/P    | 23       | |
| 1959      | Rückholz                   | St. Georg                             |      | II/P    | 16       | |
| 1959      | Issing                     | St. Margaretha                        |      | II/P    | 12       | |
| 1960      | Wengen                     | St. Johannes der Täufer               |      | II/P    | 26       | Freipfeifenprospekt |
| 1961      | Dingolfing                 | St. Josef                             |      | III/P   | 19       | 1982 zweiter Bauabschnitt Michael Weise → Orgel |
| 1962      | Peißenberg                 | St. Johannes Baptist                  |      | III/P   | 46       | |
| 1962      | Söcking                    | St. Ulrich                            |      | III/P   | 31       | |
| 1963–1965 | München-Haidhausen         | St. Johann Baptist (neue Pfarrkirche) |      | III/P   | 41       | Hauptorgel; zunächst 1963 Teilbau mit 19 Registern → Beschreibung2005 durch Neubau ersetzt; Teile für Orgel in Homburg-Erbach verwendet                                                                         |
| 1963      | Kempten                    | Basilika St. Lorenz                   |      | III/P   | 17       | Chororgel Nord; nicht erhalten |
| 1963      | Kempten                    | Basilika St. Lorenz                   |      | I/10    | 10       | Chororgel Süd; nicht erhalten |
| 1964      | Dorfen                     | Wallfahrtskirche Maria Himmelfahrt    |      | III/P   | 34       | 2013 Erweiterung durch Orgelbau Utz und Orgelbau Weber auf 40 Register |
| 1964      | München                    | Leiden Christi                        |      | III/P   | 39       | 2012 renoviert von Münchner Orgelbau Johannes Führer |

### Alfons Zeilhuber. sen.
| Jahr | Ort               | Gebäude                   | Bild | Manuale | Register | Bemerkungen                                |
| ---- | ----------------- | ------------------------- | ---- | ------- | -------- | ------------------------------------------ |
| 1970 | Regensburg        | St. Bonifaz               |      | II/P    | 24       | Auxiliarwerk unten von Weise               |
| 1970 | Miesbach          | St. Franziskus            |      | I/P     | 5        | → Orgel                                    |
| 1973 | Ursberg           | Hauskapelle St. Martha    |      | I/P     | 4        | Steht heute in der Kapelle St. Franziskus. |
| 1973 | Planegg           | St. Elisabeth             |      | III/P   | 32       |                                            |
| 1975 | Oberstdorf        | St. Loretto               |      | II/P    | 7        |                                            |
| 1976 | Obermaiselstein   | St. Katharina             |      | II/P    | 14       |                                            |
| 1986 | Heideck           | Unsere Liebe Frau         |      | I/P     | 6        |                                            |
| 1985 | Sonthofen         | St. Michael               |      | III/P   | 43       | neobarocke Disposition → Orgel             |
| 1932 | Haldenwang        | St. Theodor und Alexander |      | II/P    | 28       |                                            |
| 1987 | Fischen im Allgäu | Frauenkapelle             |      | II/P    | 7        |                                            |

### Alfons Zeilhuber jun.
| Jahr | Ort               | Gebäude             | Bild | Manuale | Register | Bemerkungen                           |
| ---- | ----------------- | ------------------- | ---- | ------- | -------- | ------------------------------------- |
| 1997 | Waldbrunn         | Hausorgel           |      | II/P    | 9        | zwei Register vorbereitet             |
| 2000 | Pfronten-Kappel   | St. Martin          |      | I/P     | 4        |                                       |
| 2002 | Markgröningen     | Heilig-Geist-Spital |      | II/P    | 26       |                                       |
| 2003 | Jengen            | St. Martin          |      | II/P    | 17       |                                       |
| 2006 | Möckmühl          | St. Kilian          |      | II/P    | 21 (26)  |                                       |
| 2007 | Bühl bei Tübingen | St. Pankratius      |      | II/P    | 18 (21)  |                                       |
| 2008 | Frommern          | St. Paulus          |      | II/P    | 16 (17)  | durch Kirchenbrand vernichtet         |
| 2009 | Eching            | Magdalenenkirche    |      | II/P    | 12 (18)  | 4 Transmissionen, 2 Vorabzüge → Orgel |
| 2013 | Bamberg           | Auferstehungskirche |      | II/P    | 29 (32)  |                                       |
| 2014 | Kempten           | Mariä Himmelfahrt   |      | II/P    | 17       |                                       |